# Риалто (Италия)
Вижте пояснителната страница за други значения на Риалто.
Риа̀лто (на италиански: Rialto; на лигурски: Riätu, Риату) е село и община в Северна Италия, провинция Савона, регион Лигурия. Разположено е на 360 m надморска височина. Населението на общината е 566 души (към 2011 г.).